# Нижнеубукунское сельское поселение
Се́льское поселе́ние «Нижнеубуку́нское» (бур. Доодо Бүхын hомон) — муниципальное образование в Селенгинском районе Бурятии Российской Федерации.
Административный центр — улус Харгана. Включает 4 населённых пункта.

## География
МО СП «Нижнеубукунское» расположено в северо-восточной части района, граничит с Иволгинским районом Бурятии. На юго-западе граничит с сельским поселением «Жаргаланта». Занимает долины среднего (частично) и нижнего течения реки Убукун и правобережье среднего течения реки Оронгой, отроги северо-востока Хамар-Дабана и северо-западные склоны хребта Моностой.
По территории поселения проходит Кяхтинский тракт и южная ветка Восточно-Сибирской железной дороги Улан-Удэ — Наушки с расположенной на ней станцией Убукун.

## История
3 декабря 1960 года Иволгинский район был упразднён, Гурульбинский и Иволгинский сельсоветы переданы в Улан-Удэнский горсовет, Гильбиринский, Оронгойский и Нижнеубукунский сельсоветы переданы в Селенгинский район.
11 января 1965 года территория бывшего Иволгинского района передана в состав Улан-Удэнского района.
28 декабря 1972 года Нижнеубукунский сельсовет из Улан-Удэнского района передан в Селенгинский район.

## Население
| 2002  | 2011  | 2012  | 2013  | 2014  | 2015  | 2016  |
| ----- | ----- | ----- | ----- | ----- | ----- | ----- |
| 1490  | ↗1536 | ↘1530 | ↘1490 | ↗1491 | ↗1494 | ↘1475 |
| 2017  | 2018  | 2019  | 2020  | 2021  | 2023  | 2024  |
| ↘1462 | ↘1418 | ↗1425 | ↘1402 | ↘1344 | ↘1304 | ↗1310 |

## Состав поселения
| № | Населённый пункт | Тип населённого пункта       | Население |
| - | ---------------- | ---------------------------- | --------- |
| 1 | Нижний Убукун    | село                         | ↘207      |
| 2 | Средний Убукун   | село                         | ↘310      |
| 3 | Убукун           | посёлок при станции          | ↗67       |
| 4 | Харгана          | улус, административный центр | ↗950      |